# Artiom Zoub
Artiom Valerievitch Zoub - en russe : Артём Валерьевич Зуб et en anglais : Artyom Zub - (né le 3 octobre 1995 à Khabarovsk en Russie) est un joueur professionnel russe de hockey sur glace. Il évolue au poste de défenseur.

## Biographie

### Carrière en club
Formé à l'Amour Khabarovsk, il commence sa carrière en senior lors de la saison 2014-2015 en intégrant l'équipe première pensionnaire de la Ligue continentale de hockey. Il est transféré au SKA Saint-Pétersbourg lors de la saison 2016-2017. L'équipe remporte la Coupe Gagarine 2017. 
Le 1er mai 2020, il signe un contrat d'un an avec les Sénateurs d'Ottawa dans la Ligue nationale de hockey. Il joue son premier match dans la LNH le 31 janvier 2021 face aux Oilers d'Edmonton et sert une assistance. Il marque son premier but le 15 février 2021 face aux Maple Leafs de Toronto.
Le 14 mai 2021, les Sénateurs lui accordent une prolongation de contrat de deux ans, d'une valeur de 5 millions $.
Le 21 décembre 2022, il signe une autre prolongation de contrat avec les Sénateurs d'Ottawa, cette fois d'une durée de quatre ans. Cette entente, qui entrera en vigueur en 2023 lui vaudra 18,4 millions $, soit 4,6 millions $ annuellement.

### Carrière internationale
Il représente la Russie au niveau international. Il remporte la médaille d'or avec l'équipe des athlètes olympiques de Russie lors des Jeux olympiques d'hiver de 2018 à Pyeongchang en Corée du Sud.

## Statistiques

### En club
| Saison     | Équipe                | Ligue      |     | Saison régulière | Saison régulière | Saison régulière | Saison régulière | Saison régulière |   | Séries éliminatoires | Séries éliminatoires | Séries éliminatoires | Séries éliminatoires | Séries éliminatoires |
| Saison     | Équipe                | Ligue      | PJ  | B                | A                | Pts              | Pun              | PJ               | B | A                    | Pts                  | Pun                  |                      |                      |
| 2014-2015  | Amourskie Tigry       | MHL        | 3   | 0                | 0                | 0                | 0                | 7                | 0 | 0                    | 0                    | 0                    |                      |                      |
| 2012-2013  | Amourskie Tigry       | MHL        | 59  | 2                | 2                | 4                | 26               | -                | - | -                    | -                    | -                    |                      |                      |
| 2013-2014  | Amourskie Tigry       | MHL        | 14  | 1                | 1                | 2                | 28               | -                | - | -                    | -                    | -                    |                      |                      |
| 2014-2015  | Amourskie Tigry       | MHL        | 39  | 1                | 10               | 11               | 70               | -                | - | -                    | -                    | -                    |                      |                      |
| 2014-2015  | Amour Khabarovsk      | KHL        | 7   | 0                | 1                | 1                | 6                | -                | - | -                    | -                    | -                    |                      |                      |
| 2015-2016  | Amourskie Tigry       | MHL        | 4   | 1                | 0                | 1                | 8                | 3                | 1 | 1                    | 2                    | 2                    |                      |                      |
| 2015-2016  | Amour Khabarovsk      | KHL        | 55  | 2                | 5                | 7                | 53               | -                | - | -                    | -                    | -                    |                      |                      |
| 2016-2017  | Amour Khabarovsk      | KHL        | 34  | 2                | 7                | 9                | 11               | -                | - | -                    | -                    | -                    |                      |                      |
| 2016-2017  | SKA Saint-Pétersbourg | KHL        | 18  | 0                | 1                | 1                | 2                | 18               | 0 | 2                    | 2                    | 4                    |                      |                      |
| 2017-2018  | SKA Saint-Pétersbourg | KHL        | 36  | 0                | 5                | 5                | 12               | 15               | 0 | 5                    | 5                    | 4                    |                      |                      |
| 2018-2019  | SKA Saint-Pétersbourg | KHL        | 49  | 2                | 7                | 9                | 18               | 18               | 1 | 3                    | 4                    | 6                    |                      |                      |
| 2019-2020  | SKA Saint-Pétersbourg | KHL        | 57  | 13               | 9                | 22               | 22               | 1                | 0 | 0                    | 0                    | 0                    |                      |                      |
| 2020-2021  | Sénateurs d'Ottawa    | LNH        | 47  | 3                | 11               | 14               | 26               | -                | - | -                    | -                    | -                    |                      |                      |
| 2021-2022  | Sénateurs d'Ottawa    | LNH        | 81  | 6                | 16               | 22               | 60               | -                | - | -                    | -                    | -                    |                      |                      |
| 2022-2023  | Sénateurs d'Ottawa    | LNH        | 53  | 3                | 7                | 10               | 39               | -                | - | -                    | -                    | -                    |                      |                      |
| 2023-2024  | Sénateurs d’Ottawa    | LNH        | 69  | 5                | 20               | 25               | 32               | -                | - | -                    | -                    | -                    |                      |                      |
| Totaux LNH | Totaux LNH            | Totaux LNH | 250 | 17               | 54               | 71               | 157              | -                | - | -                    | -                    | -                    |                      |                      |

### En équipe nationale
| Année | Équipe                           | Évènement                            |    | PJ | B | A | Pts | Pun | +/-                |  | Résultat |
| 2013  | Russie                           | Championnat du monde moins de 18 ans | 7  | 2  | 0 | 2 | 2   | +4  | Quatrième place    |  |          |
| 2017  | Russie                           | Championnat du monde                 | 10 | 0  | 2 | 2 | 2   | +6  | Médaille de bronze |  |          |
| 2018  | OAR (Athlètes russes olympiques) | Jeux olympiques                      | 6  | 0  | 4 | 4 | 0   | +3  | Médaille d'or      |  |          |
| 2019  | Russie                           | Championnat du monde                 | 1  | 0  | 0 | 0 | 0   | 0   | Médaille de bronze |  |          |
| 2021  | ROC (Comité olympique russe)     | Championnat du monde                 | 6  | 0  | 1 | 1 | 4   | +8  | Cinquième place    |  |          |